# Féchy

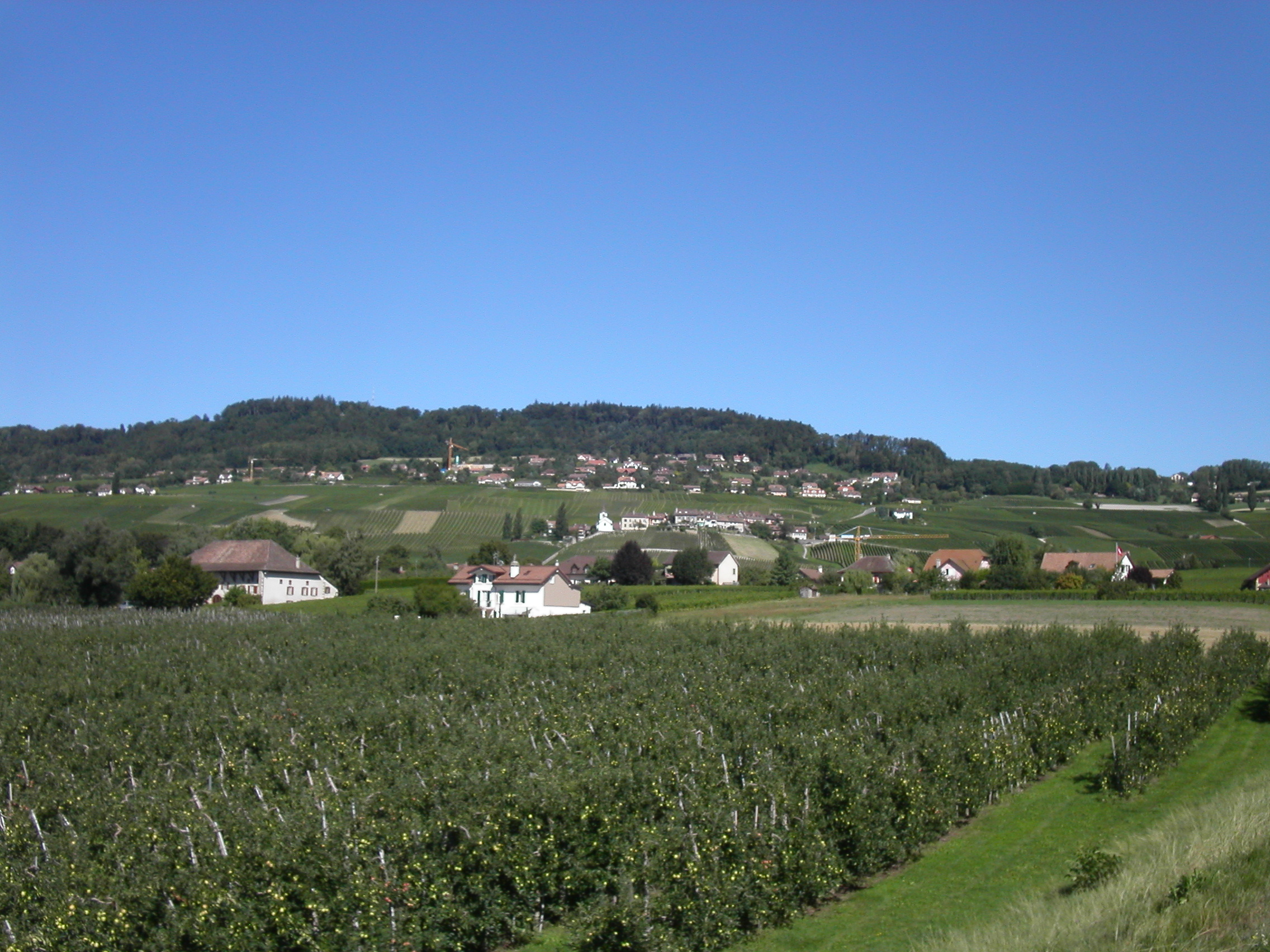
De gemeente Féchy in het kanton Vaud.

Féchy is een gemeente in het Zwitserse kanton Vaud en maakt sinds 2008 deel uit van het district Morges. Voor 1 januari 2008 maakte de gemeente deel uit van het toen opgeheven district Aubonne.